# 2010–2011-es grúz labdarúgó-bajnokság (első osztály)
A 2010–2011-es Umagleszi Liga a grúz labdarúgó-bajnokság legmagasabb szintű versenyének 22. alkalommal megrendezett bajnoki éve volt. A pontvadászat 10 csapat részvételével 2010. augusztus 6-án kezdődött és 2011. május 22-én ért véget.
A bajnokságot az SZK Zesztaponi csapata nyerte a Dinamo Tbliszi és a címvédő Olimpi Rusztavi előtt. Ez volt a klub fennállásának első bajnoki címe. Az élvonaltól osztályozón keresztül az SZK Szamtredia búcsúzott, a másodosztályból pedig a kupagyőztes SZK Gagra, valamint a Merani Martvili és a Dila Gori jutott fel.
A gólkirályi címet a bajnokcsapat csatára, Nikoloz Gelasvili nyerte el 18 találattal, majd később megválasztották az Év Játékosá-nak is.

## A bajnokság rendszere
A pontvadászat 10 csapat részvételével zajlott, a csapatok a őszi-tavaszi lebonyolításban oda-visszavágós, körmérkőzéses rendszerben mérkőztek meg egymással. Minden csapat minden csapattal négyszer játszott: kétszer pályaválasztóként, kétszer pedig vendégként.
A bajnokság végső sorrendjét a 36 forduló mérkőzéseinek eredményei határozták meg a szerzett összpontszám alapján kialakított rangsor szerint. A mérkőzések győztes csapatai 3 pontot, döntetlen esetén mindkét csapat 1-1 pontot kapott. Vereség esetén nem járt pont. A bajnokság első helyezett csapata a legtöbb összpontszámot szerzett egyesület, míg az utolsó helyezett csapat a legkevesebb összpontszámot szerzett egyesület volt.
Azonos összpontszám esetén a bajnoki sorrendet az alábbi szempontok alapján határozták meg:
1. a bajnoki mérkőzések gólkülönbsége
2. a bajnoki mérkőzéseken szerzett gólok száma

A pontvadászat győztese lett a 2010–11-es grúz bajnok. Mivel az élvonal csapatainak számát 10-ről 12-re emelték, a 9. és 10. helyezett csapat egymérkőzéses osztályozót játszott a másodosztály bronzérmesével és 4. helyezettjével. A párharcok győztesei vesznek részt a 2011–12-es élvonalbeli küzdelmekben.

## Változások a 2009–2010-es szezonhoz képest

### Kiesett a másodosztályba
- Lokomotivi Tbiliszi, 9. helyen
- SZK Gagra, 10. helyen

### Feljutott az élvonalba
- Torpedo Kutaiszi, a másodosztály győztese
- Kolheti-1913 Poti, a másodosztály ezüstérmese

## Részt vevő csapatok
| Csapat                | Székhely   | Stadion                      | 2009–10     |
| --------------------- | ---------- | ---------------------------- | ----------- |
| Baia Zugdidi          | Zugdidi    | Központi stadion             | 8.          |
| Dinamo Tbiliszi       | Tbiliszi   | Borisz Paicsadze Stadion     | 2.          |
| Kolheti-1913 Poti     | Poti       | Faziszi Stadion              | 2. (II. o.) |
| Olimpi Rusztavi       | Rusztavi   | Poladi Stadion               | 1.          |
| SZK Szamtredia        | Szamtredia | Eroszi Mandzsgaladze Stadion | 7.          |
| Szioni Bolniszi       | Bolniszi   | Tamaz Sztepania Stadion      | 5.          |
| Szpartaki Chinvali    | Chinvali   | Kartli Stadion               | 6.          |
| Torpedo–2008 Kutaiszi | Kutaiszi   | Givi Kiladze Stadion         | 1. (II. o.) |
| WIT Georgia           | Tbiliszi   | Sevardeni Stadion            | 4.          |
| SZK Zesztaponi        | Zesztaponi | Központi stadion             | 3.          |

## Végeredmény
| #   | Csapat             | M  | GY | D  | V  | G+ – G– | GK  | P                                                       | Megjegyzések                                   |
| --- | ------------------ | -- | -- | -- | -- | ------- | --- | ------------------------------------------------------- | ---------------------------------------------- |
| 1.  | SZK Zesztaponi (B) | 36 | 24 | 6  | 6  | 72–19   | +53 | 78                                                      | 2011–2012-es Bajnokok Ligája – 2. selejtezőkör |
| 2.  | Dinamo Tbiliszi    | 36 | 21 | 9  | 6  | 55–22   | +33 | 72                                                      | 2011–2012-es Európa-liga – 1. selejtezőkör     |
| 3.  | Olimpi RusztaviCV  | 36 | 20 | 6  | 10 | 52–31   | +21 | 66                                                      | 2011–2012-es Európa-liga – 1. selejtezőkör     |
| 4.  | Torpedo KutaisziÚ  | 36 | 14 | 13 | 9  | 31–22   | +9  | 55 \| rowspan="5" style="background-color: #fafafa;" \| |                                                |
| 5.  | WIT GeorgiaK       | 36 | 14 | 6  | 16 | 35–41   | −6  | 48                                                      |                                                |
| 6.  | Baia Zugdidi       | 36 | 13 | 5  | 18 | 36–51   | −15 | 44                                                      |                                                |
| 7.  | Kolheti-1913 PotiÚ | 36 | 10 | 10 | 16 | 25–47   | −22 | 40                                                      |                                                |
| 8.  | Szioni Bolniszi    | 36 | 10 | 9  | 17 | 27–45   | −18 | 39                                                      |                                                |
| 9.  | Szpartaki Chinvali | 36 | 7  | 11 | 18 | 32–42   | −10 | 32                                                      | Osztályozó                                     |
| 10. | SZK Szamtredia (K) | 36 | 6  | 7  | 23 | 27–72   | −45 | 25                                                      | Osztályozó                                     |

Forrás: pfl.ge (grúzul) 
A rangsorolás alapszabályai: 1. összpontszám, 2. egymás elleni eredmények összpontszáma, 3. gólkülönbség, 4. szerzett gólok száma.
A másodosztályú SZK Gagra nyerte a 2010–2011-es grúz kupát, így a 2011–2012-es Európa-liga 2. selejtezőkörében indult.
(B): Bajnokcsapat, (K): Kieső csapat, (F): Feljutó csapat, (I): Kupainduló, (R): A rájátszás győztese, (KGY): Kupagyőztes

## Eredmények

### Az 1–18. forduló eredményei
| Hazai \ Vendég1       | BAI | DIN | KOL | OLI | SZA | SZB | SZP | TOR | WIT | ZES |
| Baia Zugdidi          |     | 0–0 | 2–1 | 0–1 | 3–1 | 2–2 | 1–1 | 1–0 | 1–0 | 2–1 |
| Dinamo Tbiliszi       | 0–0 |     | 5–0 | 1–1 | 3–2 | 2–0 | 1–0 | 1–0 | 2–0 | 2–1 |
| Kolheti-1913 Poti     | 1–0 | 1–3 |     | 5–1 | 1–0 | 0–0 | 1–0 | 0–1 | 2–0 | 0–2 |
| Olimpi Rusztavi       | 2–0 | 1–0 | 2–0 |     | 3–0 | 3–1 | 2–0 | 0–0 | 2–1 | 1–0 |
| SZK Szamtredia        | 3–1 | 1–0 | 1–1 | 1–1 |     | 0–1 | 1–0 | 1–0 | 1–0 | 1–3 |
| Szioni Bolniszi       | 1–3 | 1–0 | 0–0 | 2–1 | 1–0 |     | 2–0 | 0–0 | 0–0 | 1–3 |
| Szpartaki Chinvali    | 2–0 | 0–0 | 4–0 | 2–3 | 2–2 | 3–0 |     | 1–2 | 1–2 | 1–1 |
| Torpedo–2008 Kutaiszi | 1–0 | 1–1 | 0–0 | 1–1 | 0–0 | 0–0 | 1–0 |     | 0–1 | 1–0 |
| WIT Georgia           | 2–1 | 0–1 | 5–1 | 0–4 | 4–2 | 1–0 | 0–1 | 1–0 |     | 0–2 |
| SZK Zesztaponi        | 6–1 | 0–1 | 2–0 | 1–0 | 7–0 | 4–0 | 4–0 | 2–1 | 3–0 |     |

Forrás: pfl.ge (grúzul) 
1A hazai csapatok a bal oldali oszlopban szerepelnek.
Színek: Zöld = hazai győzelem; Sárga = döntetlen; Piros = vendéggyőzelem.
 

### 19–36. forduló eredményei
| Hazai \ Vendég1    | BAI | DIN | KOL | OLI | SZA | SZB | SZP | TOR | WIT | ZES |
| Baia Zugdidi       |     | 1–2 | 1–0 | 3–1 | 4–1 | 1–0 | 2–0 | 1–0 | 1–0 | 1–3 |
| Dinamo Tbiliszi    | 2–1 |     | 4–2 | 2–0 | 7–1 | 1–0 | 1–1 | 1–2 | 1–1 | 0–0 |
| Kolheti-1913 Poti  | 2–1 | 0–2 |     | 0–0 | 2–1 | 1–0 | 0–0 | 1–1 | 0–2 | 1–4 |
| Olimpi Rusztavi    | 2–0 | 1–0 | 0–1 |     | 4–0 | 2–1 | 1–0 | 1–1 | 2–1 | 1–2 |
| SZK Szamtredia     | 3–0 | 1–2 | 0–0 | 0–4 |     | 1–1 | 0–0 | 0–1 | 0–1 | 0–1 |
| Szioni Bolniszi    | 1–0 | 0–2 | 2–0 | 1–0 | 5–0 |     | 1–1 | 1–4 | 1–2 | 1–0 |
| Szpartaki Chinvali | 3–0 | 1–3 | 0–0 | 0–2 | 1–0 | 3–0 |     | 2–2 | 0–1 | 1–2 |
| Torpedo Kutaiszi   | 2–0 | 0–0 | 1–0 | 2–1 | 2–1 | 2–0 | 1–0 |     | 0–0 | 0–0 |
| WIT Georgia        | 1–1 | 0–2 | 0–1 | 0–1 | 2–0 | 3–0 | 1–1 | 2–1 |     | 1–1 |
| SZK Zesztaponi     | 3–0 | 1–0 | 0–0 | 2–0 | 4–1 | 0–0 | 2–0 | 1–0 | 4–0 |     |

Forrás: pfl.ge (grúzul) 
1A hazai csapatok a bal oldali oszlopban szerepelnek.
Színek: Zöld = hazai győzelem; Sárga = döntetlen; Piros = vendéggyőzelem.
 

## A góllövőlista élmezőnye
Forrás: Soccerway (angolul).
18 gólos
- Nikoloz Gelasvili (SZK Zesztaponi)

16 gólos
- Irakli Modebadze (Olimpi Rusztavi)

13 gólos
- Rati Cinamdzgvrisvili (SZK Zesztaponi)
- Giorgi Megreladze (Torpedo Kutaiszi)

12 gólos
- Dzsaba Dvali (SZK Zesztaponi)

8 gólos
- Levan Hmaladze (Dinamo Tbiliszi)
- Alekszandr Koskadze (Dinamo Tbiliszi)

## Osztályozó
Az élvonal létszámának 10-ről 12-re bővítése miatt az élvonalból egyenes ágon egyik csapat sem esett ki. A másodosztály bajnoka és ezüstérmese az élvonalba jutott, míg a bronzérmes az élvonal 10. helyezettje, a 4. helyezett pedig az élvonal 9. helyezettje ellen játszott egymérkőzéses osztályozót. A párosítások győztesei indulhatnak a 2011–12-es élvonalbeli pontvadászatban.
| 2010. május 29. 16.00 (UTC+4) |

| Szpartaki Chinvali        | 2–1   | Csihura Szacshere |
| ------------------------- | ----- | ----------------- |
| Metreveli 8' Gvetadze 61' | (1–1) | 27' Buzaladze     |

| Borisz Paicsadze Stadion, Tbiliszi Nézőszám: 2 000 Játékvezető: Szilagava Asszisztensek: Csicsinadze, Dzsvaridze |

A Szpartaki Chinvali megtartotta élvonalbeli tagságát.
| 2010. május 30. 14.00 (UTC+4) |

| SZK Szamtredia | 0–2   | Dila Gori            |
| -------------- | ----- | -------------------- |
|                | (0–1) | 45' 48' Razsamasvili |

| Borisz Paicsadze Stadion, Tbiliszi Nézőszám: 1 500 Játékvezető: Beuklisvili Asszisztensek: Todria, Ukleba |

A Dila Gori feljutott az élvonalba, az SZK Szamtredia pedig kiesett.

## Nemzetközikupa-szereplés

### Eredmények
| Csapat          | Kupa            | Forduló         | Ellenfél              | 1. mérk. | 2. mérk. | Össz. |
| --------------- | --------------- | --------------- | --------------------- | -------- | -------- | ----- |
| Olimpi Rusztavi | Bajnokok Ligája | 2. selejtezőkör | Aktöbe FK             | 0–2      | 1–1      | 1–3   |
| WIT Georgia     | Európa-liga     | 2. selejtezőkör | Baník Ostrava         | 0–6      | 0–0      | 0–6   |
| Dinamo Tbiliszi | Európa-liga     | 1. selejtezőkör | Flora                 | 2–1      | 0–0      | 2–1   |
| Dinamo Tbiliszi | Európa-liga     | 2. selejtezőkör | Gefle                 | 2–1      | 2–1      | 4–2   |
| Dinamo Tbiliszi | Európa-liga     | 3. selejtezőkör | Sturm Graz            | 0–2      | 1–1      | 1–3   |
| SZK Zesztaponi  | Európa-liga     | 1. selejtezőkör | SC Faetano            | 5–0      | 0–0      | 5–0   |
| SZK Zesztaponi  | Európa-liga     | 2. selejtezőkör | Dukla Banská Bystrica | 3–0      | 0–1      | 3–1   |
| SZK Zesztaponi  | Európa-liga     | 3. selejtezőkör | Karpati Lviv          | 0–1      | 0–1      | 0–2   |

Megjegyzés: Az eredmények minden esetben a grúz labdarúgócsapatok szemszögéből értendőek, a dőlttel írt mérkőzéseket pályaválasztóként játszották.

### UEFA-együttható
A nemzeti labdarúgó-bajnokságok UEFA-együtthatóját a grúz csapatok Bajnokok Ligája-, és Európa-liga-eredményeiből számítják ki. Grúzia a 2010–11-es bajnoki évben 7,500 pontot szerzett, ezzel a 33. helyen zárt.
| Csapat          | SGY | SD | SV | GY | D | V | Bónusz | Pont  | Átlag |
| --------------- | --- | -- | -- | -- | - | - | ------ | ----- | ----- |
| Olimpi Rusztavi | 0   | 1  | 1  | 0  | 0 | 0 | 0,000  | 0,500 |       |
| WIT Georgia     | 0   | 1  | 1  | 0  | 0 | 0 | 0,000  | 0,500 |       |
| Dinamo Tbiliszi | 3   | 2  | 1  | 0  | 0 | 0 | 0,000  | 4,000 |       |
| SZK Zesztaponi  | 2   | 1  | 3  | 0  | 0 | 0 | 0,000  | 2,500 |       |
| Összesen        | 5   | 5  | 6  | 0  | 0 | 0 | 0,000  | 7,500 | 1,875 |

## Külső hivatkozások
- Hivatalos oldal (grúzul)
- Eredmények és tabella az rsssf.com-on (angolul)
- Eredmények és tabella a Soccerwayen (angolul)